# Croconema pararontudicapitata
Croconema pararontudicapitata is een rondwormensoort. De wetenschappelijke naam van de soort is voor het eerst geldig gepubliceerd in 1959 door Allgén.